# Cauloramphus symetrica
Cauloramphus symetrica är en mossdjursart som beskrevs av Yang och Lu 1981. Cauloramphus symetrica ingår i släktet Cauloramphus och familjen Calloporidae. Inga underarter finns listade i Catalogue of Life.